# Tessé-Froulay
Tessé-Froulay è un comune francese di 2 523 abitanti situato nel dipartimento dell'Orne nella regione della Normandia.

## Società

### Evoluzione demografica
Abitanti censiti